# Streuwiese bei Rötenbach
Das Naturschutzgebiet Streuwiese bei Rötenbach liegt auf dem Gebiet der Gemeinde Bartholomä im Ostalbkreis in Baden-Württemberg. Es wurde vom Regierungspräsidium Stuttgart am 14. Mai 1980 durch Verordnung ausgewiesen.

## Lage und Beschreibung
Das Naturschutzgebiet liegt rund drei Kilometer südwestlich von Bartholomä in einer Waldlichtung nahe dem Weiler Rötenbach an der Ostseite der Landesstraße 1221 auf einer Höhe von 663 m ü. NHN. Das Gebiet gehört zum Naturraum Albuch und Härtsfeld. Das Gebiet ist Teil des FFH-Gebiets Albuchwiesen. Von der Geologie sowie von Flora und Fauna her sind die Streuwiese bei Rötenbach und die in der Nähe befindlichen Naturschutzgebiete Rauhe Wiese und Hülbe am Märtelesberg Restflächen eines einst viel größeren Streuwiesengebietes zwischen Bartholomä und Böhmenkirch.
Geologisch stehen hier tertiäre Residuallehme (Feuersteinlehm) an, die sich aus dem Kalkgestein des Oberjuras gebildet haben. Diese sind von Gleyböden, teilweise mit erhöhten organischen Anteilen überdeckt, die sich in der Senke aus den vorherrschenden Fließerden gebildet haben. Auf den sauren Bodenbereichen wachsen die entsprechenden Zeigerpflanzen, etwa Heidekraut und Borstgras.
Im Schutzgebiet gibt es auch zwei kleine Stillgewässer. Der größere Tümpel, Junkershülbe genannt, ist ein nährstoffarmes, saures Ersatzgewässer, das 1975 für eine verschwundene Hülbe von der Bezirksstelle für Natur- und Landschaftspflege (BNL) Stuttgart angelegt wurde. Zusammen mit dem kleineren, nährstoffreichen Tümpel bieten diese Gewässer einen Lebensraum für verschiedene zu den Moorlibellen zählende Arten, wie die stark gefährdete Kleine Moosjungfer und die vom Aussterben bedrohte Speer-Azurjungfer.

## Schutzzweck
Wesentlicher Schutzzweck ist gemäß Schutzgebietsverordnung „die Erhaltung der biologisch wertvollen Streuwiese mit ihrer typischen Pflanzengesellschaft sowie die Erhaltung und Förderung der dort vorkommenden Tierarten.“